# NATO Stock Number
Et NATO Stock Number (NSN) er en 13-cifret numerisk kode, der identificerer alle de militære forsyningsgenstande, som er blevet anerkendt af alle NATO-lande.[kilde mangler] I henhold til NATO's standardiseringsaftaler anvendes NSN i alle NATO-traktatlandene. Enkelte lande, som eksempelvis Japan, Australien og New Zealand, anvender også NSN-programmet.
I det danske forsvar var NSN indtil indførelsen af styringssystemet DeMars omkring år 2000 kendt som "lagernummer", forkortet "l/n", og dette begreb anvendes stadig af og til af mangeårige medarbejdere i Forsvaret. Den korrekte betegnelse i DeMars er imidlertid "materialenummer", og dette begreb anvendes synonymt med NSN.
En vare, der har et NSN, siges at være "NATO-kodificeret", eller blot "kodificeret".

## Struktur
Et NATO Stock Number består af den 4-cifrede "gruppeklassekode", efterfulgt af det 9-cifrede National Item Identification Number (NIIN). Imidlertid identificerer NIIN alene entydigt varen, gruppeklassekoden tilføjer kun kontekst ved at indikere den generelle klassificering af varen. Formatet for et NSN kan beskrives som følger:
abcd-ef-ghi-jklm
hvor hvert bogstav repræsenterer et ciffer. Den korrekte notation er med bindestreger som vist, altså fire cifre, bindestreg, to cifre, bindestreg, tre cifre, bindestreg, fire cifre. Bindestregerne kan dog under visse omstændigheder undlades. Fx bruger DeMars ikke bindestregerne.

### Gruppeklassekode
Den første ciffergruppe, abcd, er gruppeklassekoden. Den identificerer arten af materiel på et helt overordnet plan. For eksempel er 5120 "håndværktøj" og 6625 "elektronisk måleudstyr". Der anvendes omkring 700 forskellige gruppeklassekoder. Materiel af (nogenlunde) samme art vil således som udgangspunkt have samme gruppeklassekode.

### National Item Identification Number (NIIN)
De sidste ni cifre i NSN, ef-ghi-jklm, udgør NIIN (National Item Identification Number).
De første to cifre i NIIN (ef-paret) bruges til at registrere, hvilket land der var det første, der kodificerede varen - altså hvilket land der først anerkendte den som en vigtig forsyningsgenstand. Dette er generelt oprindelseslandet, hvilket betyder det land, hvor den endelige fremstilling er foretaget. Det formelle navn på feltet er CC for Country Code eller NCB, fordi NCB også står for National Codification Bureau, og kaldes på dansk "landekode". NCB er den organisation, typisk et regeringsorgan, der er ansvarlig for at vedligeholde NSN-databasen i et givet land. Det danske NCB er en del af Forsvarsministeriets Materiel- og Indkøbsstyrelse (FMI) i Ballerup. De sidste syv cifre er en ikke-signifikant identifikationskode. Følgende er NCB-koder: 
| Land                       | NCB kode(r)   | Land                       | NCB Kode | Land           | NCB Kode |
| -------------------------- | ------------- | -------------------------- | -------- | -------------- | -------- |
| USA                        | 00 and 01     | Ungarn                     | 51       | New Zealand    | 98       |
| United States (unassigned) | 02 through 10 | Chile                      | 52       | Storbritannien | 99       |
| NATO-standard items        | 11            | Kroatien                   | 53       |                |          |
| Vesttyskland / Tyskland    | 12            | Nordmakedonien             | 54       |                |          |
| Belgien                    | 13            | Letland                    | 55       |                |          |
| Frankrig                   | 14            | Oman                       | 56       |                |          |
| Italien                    | 15            | Rusland                    | 57       |                |          |
| Tjekkoslovakiet / Tjekkiet | 16            | Finland                    | 58       |                |          |
| Holland                    | 17            | Albanien                   | 59       |                |          |
| Sydafrika                  | 18            | Kuwait                     | 60       |                |          |
| Brasilien                  | 19            | Ukraine                    | 61       |                |          |
| Canada                     | 20 and 21     | Hviderusland               | 62       |                |          |
| Danmark                    | 22            | Marokko                    | 63       |                |          |
| Grækenland                 | 23            | Sverige                    | 64       |                |          |
| Island                     | 24            | Papua Ny Guinea            | 65       |                |          |
| Norway                     | 25            | Australia                  | 66       |                |          |
| Portugal                   | 26            | Afghanistan                | 67       |                |          |
| Turkey                     | 27            | Georgia                    | 68       |                |          |
| Luxembourg                 | 28            | ?                          | 69       |                |          |
| Argentina                  | 29            | Saudi-Arabien              | 70       |                |          |
| Japan                      | 30            | Forenede Arabiske Emirater | 71       |                |          |
| Israel                     | 31            | Indien                     | 72       |                |          |
| Singapore                  | 32            | Serbien                    | 73       |                |          |
| Spanien                    | 33            | Pakistan                   | 74       |                |          |
| Malaysia                   | 34            | Bosnien-Hercegovina        | 75       |                |          |
| Thailand                   | 35            | Brunei                     | 76       |                |          |
| Egypten                    | 36            | Montenegro                 | 77       |                |          |
| Sydkorea                   | 37            | Jordan                     | 78       |                |          |
| Estland                    | 38            | Peru                       | 79       |                |          |
| Rumænien                   | 39            | Colombia                   | 80       |                |          |
| Slovakiet                  | 40            |                            |          |                |          |
| Østrig                     | 41            |                            |          |                |          |
| Slovenien                  | 42            |                            |          |                |          |
| Polen                      | 43            |                            |          |                |          |
| Forenede Nationer          | 44            |                            |          |                |          |
| Indonesien                 | 45            |                            |          |                |          |
| Filippinerne               | 46            |                            |          |                |          |
| Litauen                    | 47            |                            |          |                |          |
| Fiji                       | 48            |                            |          |                |          |
| Tonga                      | 49            |                            |          |                |          |
| Bulgarien                  | 50            |                            |          |                |          |

Som listen viser, omfatter brugere af NATO kodificeringssystemet (NCS) ikke kun de 29 NATO-medlemslande, men også de 34 NATO-sponsorerede lande. Det er også grupperet i niveauer, der angiver deltagelse og adgang.
Niveau 1-nationer (Afghanistan, Hviderusland, Bosnien-Herzegovina, Brunei, Chile, Colombia, Egypten, Georgien, Jordan, Republikken Nord Makedonien, Oman, Peru, Qatar, Saudi-Arabien, Sydafrika, Thailand) har adgang til uklassificerede NSN-data. Der er en envejs dataudveksling, og disse lande deltager ikke i teknisk NCS-styring. 
Niveau 2-nationer (Argentina, Australien, Østrig, Brasilien, Finland, Indien, Indonesien, Israel, Japan, Republikken Korea, Malaysia, Marokko, New Zealand, Serbien, Singapore, Sverige, Ukraine, De Forenede Arabiske Emirater) har et kodificeringssystem, der er certificeret som fuldstændig NCS-kompatibelt. Der er en tovejs dataudveksling og deltagelse i teknisk NCS-styring. 
Niveau 3-nationer (Albanien, Belgien, Bulgarien, Canada, Kroatien, Tjekkiet, Danmark, Estland, Frankrig, Tyskland, Grækenland, Ungarn, Island, Italien, Letland, Litauen, Luxembourg, Montenegro, Holland, Norge, Polen, Portugal, Rumænien, Slovakiet, Slovenien, Spanien, Tyrkiet, Det Forenede Kongerige og USA): Disse nationer er NATO-medlemmer og har fuldt medlemskab i NATO's Codification Bureau (NCB) .  
Andre nationer ( Fiji, Irland, Kuwait, Pakistan, Papua Ny Guinea, Filippinerne, Tonga, Trinidad og Tobago): Pakistan (74), Papua Ny Guinea (65) og Filippinerne (46) har NCB-koder, men er ikke i øjeblikket i 1. niveau. Fiji (48), Kuwait (60) og Tonga (49) er ikke i øjeblikket i niveau 1, og deres NCB-koder er ikke længere opført. Irland og Trinidad og Tobago er hverken i niveau 1 eller har tildelt NCB-kodenumre. Irland, Kuwait, Pakistan, Papua Ny Guinea og Trinidad og Tobago opretholder forbindelser til NCB gennem et forbindelseskontor. 
De første lande, der modtog NCB-kodenumre, var Storbritannien (99), Australien (66) og New Zealand (98) - fordi de allerede havde været involveret i programmet fra starten. NATO fik tildelt NCB-koden (11) til sine forsyningsgenstande, da det var det næste tilgængelige nummer efter 00 til 10-blokken, der blev afsat til USAs eget brug. Canada modtog (20) og (21), fordi det allerede leverede varer til USA og Commonwealth, før systemet var på plads; 20 var for gamle og aktuelle forsyningsgenstande og 21 for nye varer. NCB-koden (69) blev udstedt, men benyttes ikke længer; det kan have tilhørt de tidligere partnere Taiwan, Iran eller Irak. Danmark har landekode 22.
Island (24) og Luxembourg (28) har deres egne NCB-koder, men bruger dem ikke. Alle Luxembourgs transaktioner er katalogiseret af Belgien (13), og Island bruger andre nationers NSN'er, når de fremstiller eller bestiller forsyningsgenstande.

## Historie
NSN er en udvidet version af det ældre Federal Stock Number (FSN), som manglede den nationale oprindelseskode mærket ef ovenfor, i den anden undergruppe. Varer, fremstillet før 1974, er ofte stencilede med FSN'er. Fra og med 1998 administreres systemet primært af Defense Logistics Agency inden for det amerikanske forsvarsministerium. .

### Federal Stock Number
Et Federal Stock Number (FSN) var en 11-cifret numerisk kode . Det blev først brugt af Defense Munitions Board's Catalogue Agency i 1949 til at identificere genstande i det fælles hær-marine katalogsystem. Den 7. juli 1952 blev Public Law 82-436 (Defense Cataloging and Standardization Act) vedtaget af det andet møde i den 82. kongres. Det bemyndigede FSN til at erstatte ammunitionsidentifikationskoden (AIC) og ordnance stock number (OSN). Federal Stock Number blev brugt officielt fra 1953 til 1974, da det blev erstattet af National Stock Number . Konverteringen fra FSN til NSN blev typisk udført ved at tilføje "00" mellem det første sæt numre (Federal Supply Class eller gruppeklassekode) og det andet sæt numre.
F.eks.:
| FSN           | blev til           | NSN              |
| ------------- | ------------------ | ---------------- |
| 3139-121-6210 | -----------------> | 3139-00-121-6210 |
| 8415-082-5645 | -----------------> | 8415-00-082-5645 |

## NIIN / NSN kataloger
NATO Support and Procurement Agency (NATOs støtte- og anskaffelsesagentur i Capellen, Luxembourg) udgiver løbende NATO Master Catalogue of References for Logistics (NMCRL). Dette kombinerede katalog, i alt 16 millioner NSN for ca. 32 millioner dele, blev tidligere udgivet på DVD, men er nu tilgængeligt online. Adgang til systemet kræver abonnement, men indholdet er ikke klassificeret, og er i princippet offentligt tilgængeligt. NMCRL indeholder for hvert NSN mindst en fabrikant (identificeret ved den såkaldte NATO Commercial And Government Entity (NCAGE) kode på 5 karakterer), tilhørende partnummer, varenavn, m.v. Desuden er der i mange tilfælde (men langtfra altid) en forholdsvis detaljeret beskrivelse af genstandens egenskaber, og i sjældne tilfælde også tegninger, og endnu sjældnere billeder. NMCRL indeholder dog naturligvis ikke oplysninger om, hvor mange af et givet NSN et givet land har i beholdning (om overhovedet nogen), eller hvor de nøjagtigt befinder sig, idet sådanne oplysninger kan have strategisk interesse og altid vil være klassificeret mindst TIL TJENESTEBRUG eller højere.
Af NMCRL-systemet fremgår også, hvilke lande der er "brugertilmeldt" på hvert enkelt NSN. Danmark er således "kun" bruger af ca. 900.000 NSN, hvoraf omkring 150.000 bruges aktivt.

## Introduktion af nye NSN i Forsvaret
Alle fysiske forsyningsgenstande, altså varer, der kan lægges på lager (i modsætning til tjenesteydelser), skal i princippet have et NSN, for at de kan indkøbes, varemodtages, betales, lagerføres og udleveres til de brugende enheder. Når der opstår et behov for at indføre en forsyningsgenstand, der ikke allerede har et NSN, skal den derfor først kodificeres. Dette håndteres i Forsvaret siden 2019 ved brug af et DeMars-undersystem ved navn MDG (Master Data Governance). De elektroniske blanketter i dette system udstedes ofte af en bruger ved en lokal enhed, bearbejdes og godkendes af FMI, og efter yderligere godkendelse foretages selve kodificeringen så af det danske Nationale Kodificeringsbureau (NCB). Hvis det danske NCB (eller udstederen) identificerer et eksisterende, udenlandsk NSN på den ønskede forsyningsgenstand, sørger det danske NCB for, at Danmark bliver brugertilmeldt på dette NSN, og opretter det til brug i DeMars. Hvis derimod der ikke eksisterer et udenlandsk NSN på genstanden, udsteder det danske NCB et nyt, dansk NSN på genstanden, så den kan indkøbes osv. Hvis der er anført en udenlandsk producent (fx USA), kontakter det danske NCB samtidig det tilsvarende udenlandske NCB med oplysning om partnummer, producent og varenavn. Det udenlandske (fx amerikanske) NCB afgør derefter, om disse oplysninger er korrekte, og hvis ja, udsteder det udenlandske NCB så et helt nyt (fx amerikansk) NSN på varen. Denne info går så til det danske NCB, som sørger for at det tidligere danske NSN erstattes af det nye udenlandske. Denne proces kaldes "replacement NSN", og det er internationalt aftalt, at den højst må tage 2 måneder.

## eksterne links
- Offentlig adgang til WebFLIS- og NATO-data (NSN, NIIN, CAGE, Part Number) - Gratis
- WebFLIS offentlig søgning - Bemærk: Adgang til offentlig WebFLIS blev lukket den 15. juni 2015 Arkiveret 16. august 2013 hos  Wayback Machine
- Gratis offentlig WebFLIS-søgemaskine
- UK National Codification Bureau NSN
- "Federal Stock Number" - About.com Arkiveret 7. september 2015 hos  Wayback Machine
- AC / 135 Gruppe af direktører om kodifikation
- Gratis offentlig FEDLOG-søgemaskine